# 陈作新

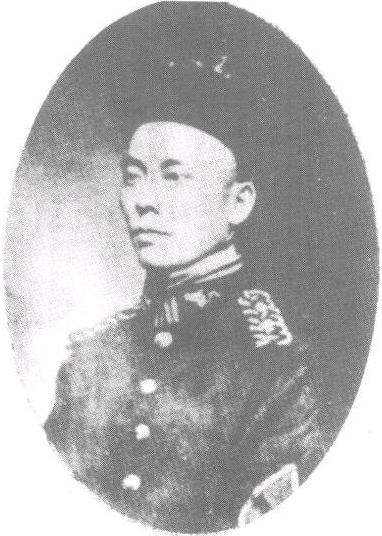
陈作新

陈作新（1885年—1911年10月31日），字振民，安徽青阳人。辛亥革命元勋，中华民国军政府湖南都督府副都督。 

## 生平
青年时代醉心科举，曾在长沙任塾师。1898年参与谭嗣同、唐才常组织的南学会活动。1900年参加唐才常自立军，在湖北联络会党，事败后潜归故乡。1903年入湖南弁目学堂学习军事。1905年任新军二十五混成协炮兵营排长，同年入同盟会。1909年任二十五混成协随营特别班及测绘班教员。
1911年4月，为响应广州起义，在长沙积极发动军队。广州起义失败后，潜逃汉口租界。保路风潮兴起后，从武汉回长沙成立革命机关，联络武装，准备长沙武汉共同起义。10月10日武昌起义提前爆发后，和焦达峰于10月22日指挥长沙新军起义，一举获胜，成立湖南军政府。被推为副都督，之后积极谋划援鄂、援赣事宜。10月31日，立宪派谭延闿策动新军兵变，他单骑赴会，遇刺身亡。
1912年，葬于长沙岳麓山。1956年，陈作新墓列为湖南省文物保护单位。墓前曾竖有陈作新铜像，现已不存。